# Lambda1 Sculptoris
Título a ser usado para criar uma ligação interna é Lambda1 Sculptoris.
Lambda1 Sculptoris (83 Sculptoris) é uma estrela na direção da constelação de Sculptor. Possui uma ascensão reta de 00h 42m 42.89s e uma declinação de −38° 27′ 48.5″. Sua magnitude aparente é igual a 6.05. Considerando sua distância de 432 anos-luz em relação à Terra, sua magnitude absoluta é igual a 0.44. Pertence à classe espectral B9.5V.